# 玛丽拉·坎波斯·阿尔瓦拉多
玛丽拉·坎波斯·阿尔瓦拉多（西班牙語：Mariela Campos Alvarado；1998年10月7日—），哥斯达黎加女子足球运动员，司职中场，目前效力于萨普里萨体育俱乐部和哥斯达黎加国家女子足球队。她曾代表哥斯达黎加参加2023年国际足联女子世界杯。